# Мехмед ефенди Дюлгерзаде
Мехмед ефенди Дюлгерзаде (на турски: Dülgerzade Mehmed Efendi) е османски поет от XVI век.

## Биография
Роден е в Скопие, Османската империя. Той е син на търговец на име Мехмед бин ен Неккар. Дядо му идва в Цариград от Караман за търговия и пострява джамия. Баща му от Цариград се установява в Скопие, където и той построява джамия.
Мехмед ефенди получава военно образование в Скопие. По-късно благодарение на Ишак ефенди учи в медресето Сахн-и Семан в Цариград, най-високата образователна институция в Османската империя, и в 942 година от ислямския календар (1535/1536) става мюлазим. Започва работа първоначално в медресето Сире. По-късно преподава в Сироското медресе, Хамза бей медресе в Бурса, Чекмедже медресе и Мехмед паша медресе в София. В 958 (1551) е назначен в Халебие медресе в Одрин, където преподава до 960 година (1552-1553). В 962 година (1554-1555) е назначен в Султанието в Бурса. През месец джумада ал-уля 966 година (февруари-март 1559) е назначен в Сахн-и Семан. През месец раби ас-сани 969 година (декември-януари 1561-1562) е назначен за кадия на Багдад. През месец мухарем 972 година (август-септември 1564) се пенсионира.
Мехмед ефенди е виден калиграф и поет, като пише поезия на турски и на арабски език.
Умира в Цариград в месец шафар 977 година (юли-август 1569 година). Погребан е до Еюп Ел Енсари тюрбе в комплекса на Еюп Султан джамия.